# Leiosaurus catamarcensis
Leiosaurus catamarcensis är en ödleart som beskrevs av  Julio Germán Koslowsky 1898. Leiosaurus catamarcensis ingår i släktet Leiosaurus och familjen Polychrotidae. IUCN kategoriserar arten globalt som livskraftig. Inga underarter finns listade i Catalogue of Life.

## Utbredning och habitat
Arten förekommer i nordvästra Argentina i provinserna San Juan, La Rioja, Mendoza, och Catamarca. Den trivs i buskskog och vanlig skog.